# بات أوت أوف هيل
بات أوت أوف هيل (بالإنجليزية: Bat out of Hell) هو الألبوم الثاني لمغني الروك الأمريكي ميت لوف. صدر في أكتوبر عام 1977 عبر شركتي تسجيل كليفلاند انترناشونال/إبيك ريكوردز. وهو واحد من الألبومات الأكثر مبيعاً في تاريخ الموسيقى المُسجلة، ببيعه أكثر من 43 مليون نسخة في جميع أنحاء العالم. صنفت مجلة رولينغ ستون الألبوم في المرتبة 343 على قائمتها لأعظم 500 ألبوم على الإطلاق عام 2003.

## روابط خارجية
- بات أوت أوف هيل على موقع أول موفي (الإنجليزية)